# 亳州路
亳州路，安徽省合肥市庐阳区的一条西北-东南向次干道，得名自亳州市。道路起自四里河东岸的肥西北路，经北一环路、跨越南淝河后止于环城路。沿路有合肥市庐阳高级中学、合肥市庐阳区人民政府、合肥市亳州路小学、合肥市图书馆、环北景区等。